# CITI (México)
La Comisión Intersecretarial para la Prevención y Erradicación del Trabajo Infantil y la Protección de Adolescentes trabajadores en Edad Permitida en México es una instancia mexicana creada en el 2013 que tiene como objetivos el diseñar, ejecutar y evaluar políticas, programas y acciones enfocadas a la prevención y supresión del trabajo infantil.

## Antecedentes
La Organización Internacional del trabajo (OIT) define como trabajo infantil a aquella labor que priva los niños de su niñez, en cuanto a que interfiere con su potencial, dignidad, dañando su desarrollo físico y mental. 
Dentro de este concepto, algunas cifras mundiales señalan que en el año 2013 se encontraban laborando 168 millones de niñas, niños y adolescentes de entre 5 y 17 años de edad. La región de Asia y el Pacífico registraba el mayor número de niñas, coincidiendo con que es la región más poblada del mundo y en América Latina  y el Caribe,  existían 13 millones de niños en esta situación. 
De tal manera, en el Día Mundial contra el Trabajo Infantil del año 2013,  el secretario del Trabajo de México, Alfonso Navarrete Prida, señaló la necesidad del gobierno federal de realizar acciones para enfrentar y erradicar el trabajo infantil en México, donde 3 millones 35 mil niños y niñas se ven obligados a laborar para su propia subsistencia o para ayudar a sus familias. Además, se ratificó el convenio número 138 sobre la edad mínima de admisión al empleo de la Organización Internacional del Trabajo (OIT).

## Creación y desarrollo

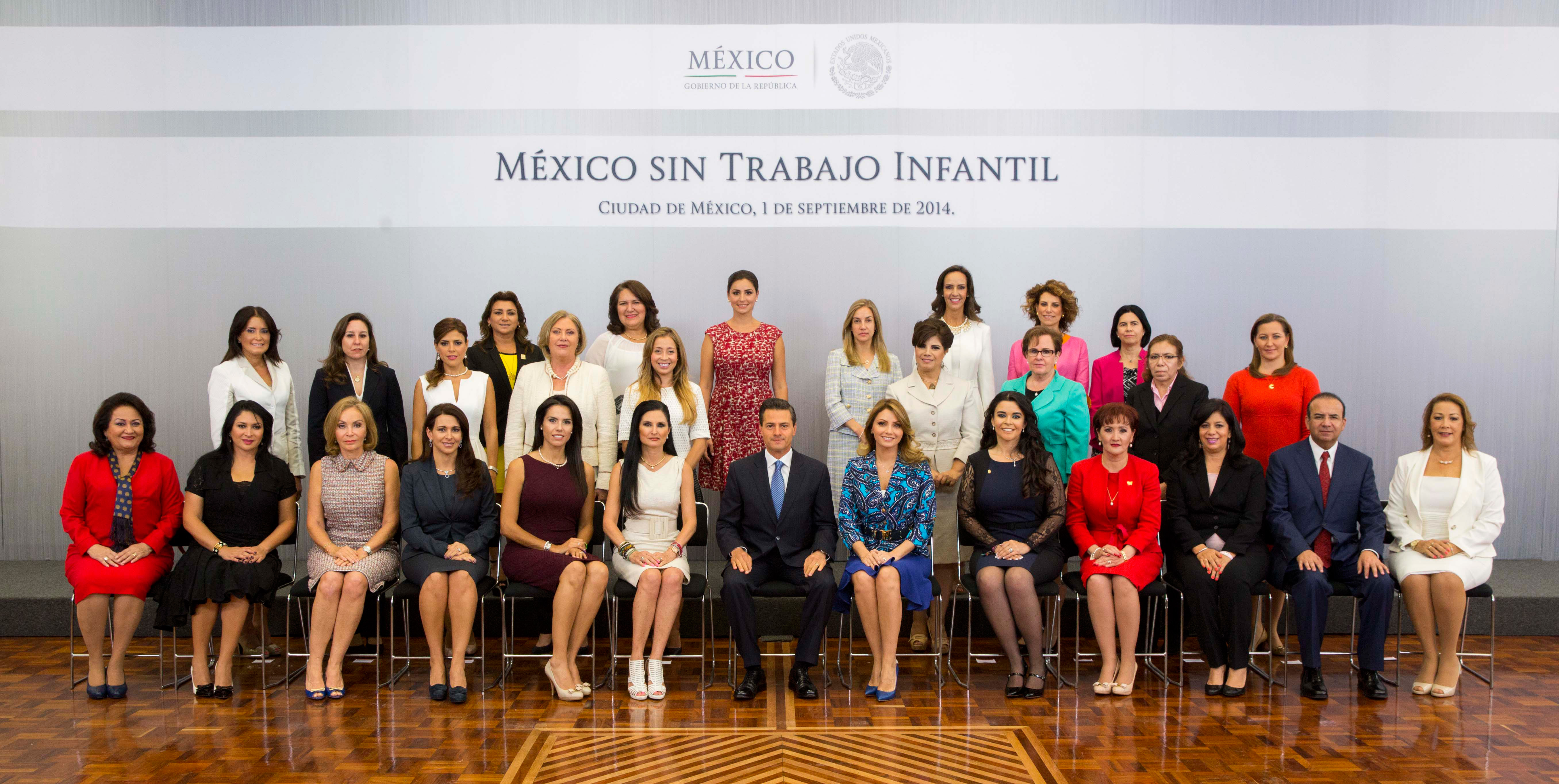
Presidente Enrique Peña Nieto y la Presidenta del DIF Nacional Angélica Rivera de Peña, con representantes de organismos no gubernamentales y las presidentas de los DIF Estatales de la república mexicana

El 12 de junio del 2013, se inscribe la iniciativa que el Ejecutivo federal envió al Congreso de la Unión para reformar la Ley Federal del Trabajo de elevar de 14 a 15 años la edad mínima para emplearse en México. Además, teniendo en cuenta que la explotación infantil se da en su mayoría en el área rural, se creó el programa para la certificación de centros de trabajo en el medio rural con el distintivo "Empresa Agrícola Libre de Trabajo Infantil". Además, la Secretaría del Trabajo en coordinación con el INEGI la operación del Módulo de Trabajo Infantil con el fin de contar con un registro estadístico confiable sobre los niños que trabajan en el país.
Posteriormente, el 4 de noviembre del 2015 arrancó una nueva campaña titulada “México sin trabajo infantil”, comisionada por la por la STPS (Secretaría del Trabajo y Previsión Social)  invitando a diferentes cámaras a cumplir esta norma que se está tratando de no tener a niños laborando dentro de sus empresas, con esto incrementará el índice de estudiantes en México.

## Funciones
Entre algunas de las funciones de la comisión se pueden enlistar las siguientes: 
- Participar en el diseño de políticas, programas y acciones en materia de prevención y erradicación del trabajo infantil.
- Promover las acciones que se realicen se encuentren alineadas al Plan Nacional de Desarrollo y a los programas derivados de este en materia de prevención y erradicación del trabajo infantil.
- Realizar campañas que sensibilicen a la sociedad sobre los perjuicios del trabajo infantil, incorporando esquemas de participación ciudadana y comunitaria.
- Proponer la suscripción de acuerdos y convenios en materia de prevención y erradicación del trabajo infantil y la protección del adolescente trabajador en edad permitida.
- Analizar y, en su caso, proponer mejoras para la vigilancia del cumplimiento de la normatividad aplicable al trabajo de adolescentes en edad permitida.
- Proponer y fomentar el desarrollo de programas encaminados a mejorar el acceso, promover la permanencia y evitar la deserción escolar.
- Analizar la conveniencia de orientar recursos hacia acciones que permitan reducir los factores de riesgo que generan el trabajo infantil.
- Promover el intercambio de información entre dependencias y entidades de la Administración Pública Federal, y en los tres órdenes de gobierno, para asegurar esfuerzos coordinados en las materias objeto de la Comisión.
- Analizar el marco normativo en materia de prevención y erradicación del trabajo infantil, el combate a la explotación laboral de los menores y la protección del trabajador adolescente en edad permitida y, en su caso, realizar las propuestas conducentes para su actualización o mejora.[6]